# Milenio 3
Milenio 3 fue un programa de radio nocturno español, dirigido y presentado por Iker Jiménez, que se emitió en las madrugadas del sábado al domingo en la Cadena SER. En él se trataban temas relacionados con el denominado periodismo del misterio o periodismo de lo desconocido: misterios no resueltos, fenómenos paranormales, sucesos extraños, enigmas y leyendas, historia antigua, ciencia, etc. Desde 2005, Milenio 3 contó con un programa hermano, titulado Cuarto milenio y capitaneado por el mismo equipo, en el canal de televisión Cuatro.

## Temporadas
Tras más de una década de emisión, el espacio fue líder de audiencia en su franja horaria (llegó a alcanzar los 750.000 oyentes en el inicio de su 10.ª temporada, según el Estudio General de Medios de octubre de 2010, logrando así su récord histórico) y fue además el espacio radiofónico de madrugada más escuchado de la radio española y el más descargado en Internet en todo el ámbito de habla hispana. Desde noviembre de 2005, Milenio 3 contó con un programa «hermano», titulado Cuarto Milenio y capitaneado por el mismo equipo, en el canal de televisión Cuatro.
En sus últimos años su única edición semanal se emitía en la madrugada del sábado al domingo, de 1:30 a 4:00, pudiéndose también descargar los contenidos del programa desde la web del mismo o a través de su podcast.  En temporadas anteriores, el espacio se emitía en dos ediciones semanales (inicialmente los sábados y domingos, y posteriormente los viernes, de 1:30 a 3:00, y sábados, de 1:00 a 3:00), pero a partir de la 8.ª temporada (2008-2009) Milenio 3 se redujo a una edición semanal de tres horas de duración por petición expresa del equipo del programa, según reconoció el propio director del mismo. A partir de su temporada 2011-2012, por iniciativa de la Cadena SER el espacio redujo en 30 minutos su duración, aunque, según su director, aumentaría la variedad de sus contenidos.
En su 11.ª temporada el veterano espacio volvió a contar, como colaborador fijo, con el periodista y escritor Javier Sierra (que ya participó en la primera emisión de Milenio 3, el 1 de junio de 2002, y, desde entonces, en otras muchas colaboraciones esporádicas), y con nuevas secciones: El informativo del misterio, ideada por Javier Sierra, Carmen Porter y Fermín Agustí; Milenio Red, coordinada por Diego Marañón; Biografías, a cargo de Javier Sierra, y Basado en hechos reales, con Javier Pérez Campos. Se mantuvieron como secciones intermitentes dos de las más celebradas por la audiencia potencial del espacio: El mundo de las conspiraciones y Los amigos de Santi Camacho, ambas a cargo de Santiago Camacho, y se recuperó una sección clásica de los inicios del programa: las historias de misterio dramatizadas por las voces de los veteranos José María del Río y Primitivo Rojas. También se mantuvieron las secciones La efeméride de Milenio 3, con Carlos Largo, y Así lo contó la Ser, con Fermín Agustí y Carlos Largo. Además, la interactividad permanente y en tiempo real con los oyentes —a través de correo electrónico, mensajes de móvil o llamadas telefónicas, y de la encuesta semanal en la web del programa— seguía siendo la principal seña de identidad del mismo gracias a Guillermo León y Carmen Porter.
El 28 de junio de 2015 se emitió el último programa de Milenio 3. Según el presentador Iker Jiménez, el motivo de la finalización del programa estuvo motivado por cuestiones personales (en concreto, dedicar más tiempo a su hija), pero a la semana siguiente se confirmó que se trataba a causa de un contrato de exclusividad con Mediaset. Casi dos meses después se da a la luz la noticia de que Iker Jiménez abrirá un programa en Radioset llamado "Universo Íker" confirmando los rumores que se comentaban en las redes sociales de que sus decisiones fueron por causas económicas y no familiares.

## La música en Milenio 3
Una de las señas de identidad del programa era el uso de una riquísima diversidad de temas musicales para sus secciones y contenidos, siendo la más emblemática "The Dragon", compuesta por Vangelis, y que se convirtió en la cabecera del programa en todos sus años de emisión. Del mismo modo, su tema de cierre de cada programa (el más prolongado) eran "North Star", de Mike Oldfield, si bien en sus primeros años de emisión solían usar dos temas de Hans Zimmer, "Millennium" y "Las Vegas" (este último, surgido de la banda sonora de Rain Man), alternándolos de forma aleatoria. Debido a su larga duración, la lista de compositores fue tan variada como extensa, incluyendo a otros grupos y artistas tan reputados como Jean Michel Jarre, Dead Can Dance, Kraftwerk, Enya, Tangerine Dream o The Alan Parsons Project, amén de bandas sonoras de algunas películas compuestas por John Williams, Jerry Goldsmith, John Debney, Harry Gregson-Williams o James Horner, entre muchos otros.

## Milenio 3 en directo
Aunque el grueso de los programas transcurrían en el Estudio 1 de la Cadena SER, en algunas ocasiones Iker Jiménez y su equipo se trasladaron a lo largo de la geografía española para hacer los programas en vivo, siempre con entrada libre y sin coste alguno. Su primer programa en directo conocido se emitió en 2002 desde el Castillo de Oleiros, en La Coruña. Posteriormente el programa recalaría en Sevilla (2003), Bélmez de la Moraleda (2004), Madrid (2004), Ponferrada (2004), Vitoria (2004), Santa Cruz de Tenerife (2004), Málaga (2005), Miranda de Ebro (2005), Vitoria (2006), Bilbao (2006), Alicante (2006), Ciudad Real (2006), Puertollano (2006) o La Coruña (2006). El programa, convertido ya en un auténtico fenómeno de masas, continuaría organizando programas especiales en determinadas fechas concretas. Así ocurrió el 16 de septiembre de 2006, cuando emitieron desde el castillo de Riba de Santiuste, ubicado de Guadalajara. Posteriormente estuvieron en Úbeda (23 de septiembre de 2006), Lugo (6 de noviembre de 2006), Palencia (3 de febrero de 2007), Lanzarote (17 de marzo de 2007), Medina del Campo (Madrid, 5 de mayo de 2007), Vitoria (24 de noviembre de 2007), Castillo Templario de Ponferrada (León, 15 de diciembre de 2007), Teruel (16 de febrero de 2008), Valladolid (23 de febrero de 2008), Cádiz (27 de junio de 2008), Castellón (26 de octubre de 2008), Granada (28 de junio de 2009), Castro Urdiales (Cantabria, 6 de junio de 2010) y Santiago de Compostela (30 de mayo de 2010), siendo su último directo en el Anfiteatro de Mérida, el 1 de junio de 2014.
En ocasiones especiales Milenio 3 y todo su equipo se trasladaron también fuera de España para realizar programas especiales con motivo de diferentes acontecimientos, tales como la exhumación del Padre Pío de Pietrelcina en 2008, o la ostensión de la Sábana Santa de Turín en 2010, ambas en Italia.

## Alertas OVNI
Uno de los hitos más importantes en la trayectoria del programa fueron las Alertas OVNI convocadas por Iker Jiménez y el equipo de Milenio 3, una idea creada originalmente por Antonio José Alés en 1979 para su programa de radio Medianoche, y que Iker quería recuperar.
La primera Alerta OVNI se produjo la noche del 25 al 26 de junio de 2004. 8.000 personas, en un acto histórico para la radio, se reunieron en el Parque Juan Carlos I de Madrid para asistir a cinco horas de experiencia de radio y observación del cielo. El programa realizó conexiones en directo a lo largo y ancho de toda la geografía española a compañeros de Milenio 3 desplazados a algunos de los puntos concertados, teniendo una amplia cobertura tanto en la propia radio como en los medios por Internet. La Alerta OVNI 2004 tuvo una gran acogida por parte del público, el cual movilizó a cientos de grupos diseminados por todas las comunidades autónomas con mayor o menor afluencia, desde 3000 personas hasta simplemente 50 personas, o incluso menos. En dicha Alerta estuvieron algunos de los colaboradores habituales como Javier Sierra o Enrique de Vicente, teniendo como invitado especial a Miguel López Alegría, el primer astronauta español. Así mismo, el programa invitaba a los oyentes a que eligieran una palabra y la grabasen para el programa, siendo éstas enviadas al espacio a través del mismo.
La segunda y última Alerta OVNI ocurrió la noche del 9 al 10 de junio de 2012. El programa, emitido desde la Cúpula del Milenio de Valladolid, tuvo una duración algo menor que la vivida en 2004 (3:17:12), pero su cobertura y repercusión fue todavía mayor que la anterior. El éxito del programa y su amplia difusión a nivel global motivó que la Alerta OVNI 2012 tuviese una cobertura internacional aún más amplia que la anterior, con puntos concertados para la observación de estrellas y otros objetos celestes a lo largo de 35 países (contando a España) de los cinco continentes. Gracias a la página web de Iker Jiménez y a su iniciativa "Vigilantes del Cielo", la gente podía acceder por Internet a la lista completa de puntos y países en donde éstos se encontraban localizados, a la vez que estaban en contacto en tiempo real unos con otros gracias a medios por Internet y de telefonía móvil como SMS y Twitter. La lista completa de países era esta: Alemania, Andorra, Argentina, Australia, Bélgica, Brasil, Canadá, China, Colombia, Costa Rica, Chile, Ecuador, Escocia, Estados Unidos, Francia, Holanda, Inglaterra, Irlanda, Italia, Kenia, Líbano, Malta, México, Nicaragua, Omán, Perú, Polonia, Portugal, República Checa, República Dominicana, Rusia, Suecia, Uruguay y Venezuela.

## Dramatizaciones
En 2003 Milenio 3 recuperó las dramatizaciones radiofónicas. En la Cadena SER, y en el resto de emisoras, el radioteatro llevaba prácticamente dos décadas sin realizarse por ser considerado un formato obsoleto. Con el equipo de producción dirigido por Mariano Revilla, y con actores y voces como Primitivo Rojas, Paco Barrero, José María del Río, Iván Jara y tantos otros, comenzaron a adaptarse historias que conectaron de inmediato con un público joven que apenas los recordaba. A lo largo de sus catorce temporadas Milenio 3 llegó a emitir prácticamente un centenar de recreaciones, desde la Crucifixión de Jesús al Desembarco de Normandía pasando por los grandes enigmas españoles. Los guiones corrieron a cargo del propio Iker Jiménez, y, en posteriores temporadas, también de otros miembros del equipo como Carlos Cala, Teo Rodríguez o Diego Marañón.

## Uso de las nuevas tecnologías
El programa, en 2004, fue de los primeros en implementar la tecnología SMS para conectar con los oyentes en tiempo real. Las redes sociales y las webs tomaron el relevo y, en su última etapa, la comunidad social que seguía el programa se aproximaba al millón de usuarios conectados. Así, la información paralela en Twitter y en Facebook aportaba elementos complementarios para seguir la emisión radiofónica en directo.
A partir de 2005 comenzaron a realizarse diferentes emisiones de Milenio 3 al tiempo que la web del programa ofrecía imágenes o códigos para los oyentes. Una emisión conjunta como la noche en la que se propuso una visita al Museo del Prado, analizando sus cuadros más misteriosos que se mostraban en tiempo real. También llegaron a realizarse experimentos de telepatía o agudeza mental empleando la emisión en vivo y utilizando Internet como campo de pruebas.
Desde el nacimiento de plataformas como Ivoox o Itunes, Milenio 3 se convirtió en un programa líder. Al final de sus emisiones era el programa más descargado del mundo en castellano, gracias al amplio seguimiento del programa en América Latina.

## Emisión internacional
El 24 de febrero de 2007, Milenio 3 fue el primer programa de la radiodifusión española que pasó a emitirse por la red de emisoras del Grupo Prisa en varios países de América. Estados Unidos, Argentina, México, Colombia o Chile difundían el programa en directo logrando una audiencia de siete millones de personas.

## Audiencias
En octubre de 2010, el Estudio General de Medios (EGM) —elaborado, desde 1968, con periodicidad trimestral por la Asociación para la Investigación de Medios de Comunicación (AIMC) como herramienta de seguimiento del consumo de medios de comunicación en España— publicó su 3ª oleada de 2010, en la que Milenio 3 establecía un récord de audiencia en la radiodifusión española al alcanzar una marca de 750.000 oyentes (con un incremento de +166.000 oyentes con respecto a la anterior oleada, en julio de 2010), el registro de audiencia más alto alcanzado, en la franja horaria de madrugada de fin de semana, por un programa de radio en España desde que existen las mediciones de audiencias. En su última medición (2ª oleada 2015), Milenio 3 contaba con 536.000 oyentes, datos que convertían al programa en líder absoluto de la madrugada y que suponen el mayor porcentaje de audiencia en la radio española.

## Equipo
- Iker Jiménez (dirección y presentación).
- Carmen Porter (subdirección y copresentación).
- Javier Sierra (colaboración especial).
- Santiago Camacho (redacción, también en Cuarto Milenio).
- Fermín Agustí (producción y redacción).
- Javier Pérez Campos (producción y redacción).
- Diego Marañón (guion de dramatizaciones y redacción).
- Clara Tahoces (colaboración especial)
- Guillermo León (webmaster y equipo técnico).
- Noel Calero (sonido).
- Yeray Martínez (sonido).
- Coque Peinado (sonido).

## Colaboraciones
- Pablo Villarrubia (redacción).
- Paco Pérez Caballero (redacción).
- Enrique de Vicente.
- Carlos Cala (guion y narración).
- José María del Río (narración y dramatización).

## Miembros del equipo en anteriores temporadas
- Mariano Revilla (producción).
- Katia Rocha (producción y narración).
- Francisco Nogales (redacción).
- Alberto Granados (redacción).
- Primitivo Rojas (narración y dramatización).
- Carlos Largo (guion, producción y redacción).
- Juan Jesús Vallejo (redacción).
- Teo Rodríguez (guion y narración).
- Iván Jara (narración y dramatización).
- Paco Barrero (narración y dramatización).
- Antonio Bravo (sonido).
- Pedro Javier Rodríguez Cañeque (sonido).
- Jorge Martínez (sonido).
- Carlos Ródenas (sonido).
- Juan Manuel Frasquet (sonido).
- Francisco Contreras Gil (redacción y guion).
- Luis Álvarez (redacción).